# Mesobius
Mesobius is een geslacht van straalvinnige vissen uit de familie van rattenstaarten (Macrouridae).

## Soorten
- Mesobius antipodum Hubbs & Iwamoto, 1977
- Mesobius berryi Hubbs & Iwamoto, 1977